# Baia Troicy
La baia Troicy (in russo бухта Троицы?) è un'insenatura situata nella parte settentrionale del golfo Kitovyj, compreso a sua volta nel golfo di Possiet, sulla costa occidentale del golfo di Pietro il Grande, in Russia. Si affaccia sul mar del Giappone e appartiene al Territorio del Litorale (Circondario federale dell'Estremo Oriente).

## Geografia
La baia Troicy è situata tra capo Slyčkova (мыс Слычкова), a ovest, e capo Stenina (мыс Стенина) a est. Ha una lunghezza di 6 km ed è larga all'ingresso 1,7 km. La profondità massima è di 30 m.
Capo Slyčkova è l'estremo punto meridionale della penisola Zarubina (полуостров Зарубина) che chiude la baia a sud-ovest ed è collegata alla terraferma da un istmo; la penisola raggiunge i 162 m d'altezza. In un'insenatura interna, a nord-est dell'istmo c'è una piccola isola: l'isola Brauzera (остров Браузера; 42°38′15″N 131°05′14″E).
Sul lato orientale della baia Troicy c'è il villaggio di Andreevka, dove sfocia il piccolo fiume omonimo (река Андреевка), mentre sul lato occidentale c'è la zona portuale di Zarubino, insediamento che si affaccia sul golfo Kitovyj, al di là della penisola Zarubina.

## Storia
Nel 1862, il tenente colonnello Vasilij Matveevič Babkin le diede il nome Troicy (Trinità) in onore della festività di Pentecoste (in russo: День Святой Троицы; letteralmente "giorno della Santa Trinità"), giorno in cui arrivarono sulle coste della baia durante l'esplorazione dell'area. La baia è stata poi studiata in dettaglio nel 1888, durante una spedizione idrografica dall'equipaggio della corvetta Vitjaz' capitanata da Stepan Osipovič Makarov.